# Kristina Klebe
Kristina Klebe (New York, 18 giugno 1979) è un'attrice statunitense.

## Biografia
Kristina Kelbe è figlia del produttore Joerg Klebe e nipote dell'attore Pierre Brice.
Ha iniziato la sua carriera nel 2003 ed è nota per aver recitato al fianco di Uma Thurman e Isabella Rossellini in Un marito di troppo.

## Filmografia parziale

### Cinema
- Halloween - The Beginning (Halloween), regia di Rob Zombie (2007)
- Un marito di troppo (The Accidental Husband), regia di Griffin Dunne (2008)
- Apocalypse of the Dead, regia di Milan Konjević e Milan Todorović (2009)
- Chillerama, episodio The Diary of Anne Frankenstein regia di Adam Green (2011)
- Tales of Halloween - episodio Bad Seed di Neil Marshall (2015)
- Don't Kill It - Il cacciatore di demoni (Don't Kill It), regia di Mike Mendez (2016)
- Hellboy, regia di Neil Marshall (2019)
- Two Witches, regia di Pierre Tsigaridis (2021)

### Televisione
- Law & Order - Unità vittime speciali (Law & Order: Special Victims Unit) - serie TV, episodio 10x04 (2007)
- Criminal Minds - serie TV, episodio 5x08 (2009)
- CSI: Miami - serie TV, episodio 8x16 (2010)
- NCIS - Unità anticrimine (NCIS) - serie TV, episodio 14x14 (2017)
- Professor T. - serie TV, 7 episodi (2018-2019)

## Doppiatrici italiane
Nelle versioni in italiano delle opere in cui ha recitato, Kristina Klebe è stata doppiata da:
- Letizia Scifoni in CSI: Miami
- Gilberta Crispino in Don't Kill It - Il cacciatore di demoni